# Terra 2
Terra 2 é um universo paralelo que aparece nas revistas em quadrinhos da editora estadunidense DC Comics. Apareceu pela primeira vez em The Flash #123 (1961), a Terra-2 foi criada para explicar como as versões dos personagens da Era de Prata (Terra-1) como o Flash poderiam aparecer em histórias de suas contrapartes da Era de Ouro.
Trata-se do planeta Terra inserido em uma outra dimensão onde a maior parte dos seus Super-heróis iniciaram suas carreiras entre os anos 1930 e 1940, a chamada Era de Ouro dos Quadrinhos nos Estados Unidos (o Super-Homem, por exemplo, originalmente começou sua carreira em 1938 - revista Action Comics #01). Como consequência, muitos de seus personagens (heróis e vilões) já estavam com a idade avançada. Seus principais heróis eram a Sociedade da Justiça, o Super-Homem da Terra 2, o Batman da Terra 2, a Poderosa, o All-Star Squadron, a Corporação Infinito, entre outros.

## Histórico de publicações

### Introdução: "Flash of Two Worlds"
Personagens da DC Comics foram originalmente sugestivos de cada um existente em seu próprio mundo, assim super-heróis nunca si encontrariam. Isso logo mudou com alianças sendo formadas entre certos protagonistas. Várias publicações, incluindo All Star Comics (publicando histórias da Sociedade da Justiça da América), Leading Comics (publicando histórias dos Sete Soldados da Vitória) e outras revistas em quadrinhos introduziram um "universo compartilhado" entre vários personagens durante os anos 1940. Por volta dos anos 1950, com a popularidade dos super-heróis diminuindo, quadrinhos migraram para horror, westerns e guerra. Batman, Superman e Mulher Maravilha estavam entre os poucos da DC que continuaram a ser publicados.
No início dos anos 1960, a popularidade dos super-heróis voltou a crescer. A DC introduziu versões mais modernas de seus heróis, por exemplo, o Gavião Negro era um policial alienígena ao invés de uma reencarnação de um príncipe egípcio. Os heróis mais antigos foram designados para uma terra de realidade alternativa.
Terras de realidade alternativa haviam sido utilizadas em histórias anteriores da DC, mas geralmente, não foram referenciadas após o fim da determinada história em particular. A maioria dessas terras alternativas eram geralmente tão diferentes que ninguém poderia confundir aquela Terra e sua história com a chamada Terra real. Isso mudaria quando a existência de outra Terra confiável fosse estabelecida em uma história intitulada "Flash of Two Worlds" na qual Barry Allen, o Flash moderno, mais tarde se referenciou como o Flash da Terra-Um (a definição das histórias da Era de Prata) primeiro viaja para outra Terra, vibrando acidentalmente com a velocidade certa para aparecer na Terra-Dois, onde ele conhece Jay Garrick, sua contraparte da Terra-Dois. Ele afirma que os sonhos de Gardner Fox foram ajustados na Terra-Dois, explicando sua representação como um mundo fictício em histórias anteriores a de Barry Allen.

### Expandindo o conceito: revisitando os super-heróis dos anos 40
Superman foi introduzido nos anos 1930 e foi o modelo para os super-heróis modernos, e por isso é retratado em histórias sobre a Terra-Dois como o primeiro super-herói fantasiado confiável no mundo, descontando os heróis mais antigos a tempo parcial e "homens mistérios" como o Doutor Oculto. A maioria dos personagens misturados a história dos homens é baseada na aparência inicial do Superman da Terra-Dois, onde esses heróis operacionais anteriormente independentes, começam a interagir de forma confiável. A fim de distingui-lo da versão, posterior, principal do personagem, este Superman foi chamado de "Kal-L", usando a soletração do nome Kryptoniano do Superman em suas primeiras aparições. Ele foi especificamente introduzido como um personagem da Terra-Dois em Justice League of America #73 (1969). A maioria dos super-heróis da Era de Ouro, mais tarde, seguiram essa tendência de operar publicamente, usando trajes distintivos e interagindo em um universo amplamente compartilhado. Os personagens principais de Superman e Batman, ainda em grande parte, trabalharam independentemente dos ambientes da equipe.
Corporação Infinito, um grupo feito por crianças e herdeiros da Sociedade da Justiça, foi introduzido no All-Star Squadron #25 (Setembro de 1983). Houve uma série de quadrinhos de mesmo nome estrelado pelo grupo, que foi lançado entre Março de 1984 até Junho de 1988.

## Origem
Durante os anos 1950, quando a National Periodicals passou a se chamar DC Comics, ocorreu de escritores lançarem novas versões dos heróis mais populares da Era de Ouro, que nos anos 1950 estavam na obscuridade. Deste movimento, o Átomo não era mais Al Pratt, mas Ray Palmer, o Lanterna Verde não era mais Alan Scott, mas Hal Jordan, o Gavião Negro não era mais Carter Hall, mas Katar Hol, e o Flash não era mais Jay Garrick, mas Barry Allen. Assim foi também com outros heróis, exceto com os principais: Super-Homem, Aquaman, Batman, Mulher Maravilha e Arqueiro Verde. Então, um belo dia, o escritor Gardner Fox apresentou a história Flash of Two Worlds em que o Flash Barry Allen encontrava o Flash Jay Garrick, mas este morava em outra dimensão. Vibrando a supervelocidade, Allen conseguiu passar da Terra 1 para a Terra 2, e lá achou Garrick, que no Brasil recebeu a alcunha de Joel Ciclone. Então notoriamente, também outros heróis antigos, como o Átomo original e o Lanterna Verde Alan Scott habitavam esta outra dimensão, que foi batizada de Terra 2. Nossa própria Terra foi chamada de Terra 1, onde habitam a Liga da Justiça. Contudo, uma vez que o Super-Homem, o Batman, a Mulher Maravilha e o Arqueiro Verde haviam tido muitas histórias nos anos 1940, se resolveu admitir que haviam duplicatas deles na Terra 2, pois nada nas histórias da Era de Ouro implicavam que eles haviam viajado da Terra 1 para a Terra 2 a fim de ter tido tais aventuras.
Imediatamente, todos aqueles heróis antigos dos anos 1940 puderam recomeçar suas aventuras, agindo em sua própria dimensão. Anualmente, havia um encontro com os heróis da Terra 1 e da Terra 2.

## Destino
Com a Crise nas Infinitas Terras, a Terra 2, assim como o resto das Terras Paralelas, também chamado de Multiverso, deixou de existir, tal qual o seu passado. Todos os seus heróis tiveram suas histórias ajustadas a nossa Terra, com exceção dos sósias do Super-Homem, Aquaman, Batman, Robin, Mulher-Maravilha e Arqueiro Verde, que teoricamente deixaram de existir.

## Em outras mídias

### Jogos eletrônicos
- Um pacote de skin Terra 2 foi lançado como disponível para download para Injustice: Gods Among Us. Incluía skins alternativas do Flash, Mulher-Gavião, e Solomon Grundy baseado nas aparições de Jay Garrick, Kendra Saunders e Grundy nos Novos 52.
- Um pacote de skin pré-encomenda para o jogo eletrônico Batman: Arkham Origins incluía duas versões da Terra 2 para o Batman, ambos baseados nos Novos 52. Um descreve o Batman original Bruce Wayne e outro que descreve o novo Batman preto-e-vermelho.[6][7]

### Televisão
- Um episódio da terceira temporada de Lois & Clark: The New Adventures of Superman chamado "Tempus Anyone?", mostra o viajante do tempo e escritor H. G. Wells levando a Lois Lane da Terra-Um para uma Metrópolis de um universo paralelo  onde há um Clark Kent, mas não um Superman. Ela o inspira a se tornar o Homem de Aço dessa realidade. Ela também se depara com rostos familiares em papéis diferentes: Jimmy Olsen é agora James Olsen, dono do Planeta Diário; Perry White está concorrendo ao cargo de prefeito; Clark Kent é contratado por Lana Lang, sua namorada da época da escola (que o impede de usar seus poderes); Ela também percebe que a Lois Lane desse mundo morreu alguns anos antes, quando ela vê a sua lápide. No final do episódio, o Clark Kent dessa realidade abraça seu destino como Superman, mas perde sua identidade como Clark.

O Clark Kent da Terra 2  vai para a Terra 1 durante o episódio da quarta temporada "Lois e Clarks". Isso ocorre depois de outro encontro com Tempus que tem o que ameaça apagar o Superman da existência.
- A Terra 2 da série de Smallville é a casa de Ultraman.

- Outra versão de Terra 2 é destaque na segunda temporada de The Flash.